# Sergio Marrero Barrios
Sergio Marrero Barrios (Las Palmas de Gran Canaria, España, 27 de octubre de 1962) es un exfutbolista español que se desempeñaba como defensa.

## Trayectoria
Sergio Marrero se formó en la cantera de la U. D. Las Palmas y alcanzó el primer equipo a mediados de los años ochenta. Destacó como central aunque se vio envuelto en diversas polémicas, perdiéndose varios entrenamientos y con serios rumores de que el jugador estaba consumiendo drogas.
No obstante, el equipo canario vendió a Sergio por 30 millones de pesetas al Club Atlético de Madrid. Posteriormente, el propio presidente, José de Arencibia, declaró “haber endilgado un drogadicto al Atlético de Madrid”. Sergio, con graves problemas de adicción solo pudo jugar una temporada en el equipo colchonero, precipitándose su retirada del fútbol profesional. Desde entonces su vida ha transcurrido envuelta en detenciones, juicios y pequeñas penas de prisión por menudeo de droga.

## Clubes
| Club                    | País   | Año       |
| ----------------------- | ------ | --------- |
| U. D. Las Palmas        | España | 1983-1988 |
| Club Atlético de Madrid | España | 1988-1989 |